# 福井洞窟
福井洞窟（ふくいどうくつ　英語: Fukui Cave）は、長崎県佐世保市吉井町（旧北松浦郡 吉井町）にある後期旧石器時代から縄文時代草創期の岩陰遺跡。旧石器時代の遺跡で初めて国の特別史跡に指定され、出土品は国の重要文化財に指定されている。

## 概要
佐々川支流の福井川に面し、西向きに開いた間口12メートル、奥行6メートル、高さ3メートルの岩陰状の洞穴で、標高80メートル、稲荷神社の境内に位置する。地元の郷土史家・松瀬順一が、稲荷神社の改修工事の際に石器を発見して遺跡の存在を広めた。昭和35年（1960年）から39年（1964年）にかけて、芹沢長介らが3回にわたり発掘調査した。日本最古と思しき線刻のある転石も見つかっている。
ただし、稲荷神社の本殿直下は未調査のため全貌は明らかになっていなかったので、平成23年度から平成27年度にかけ成因や古環境を含めた洞窟と人との関わりを復元すること、また、史跡整備における資料活用を目的とし発掘調査が行われた。両脇に西岩陰と東岩陰、約1.5キロ南側にさらに古い直谷岩陰 がある。

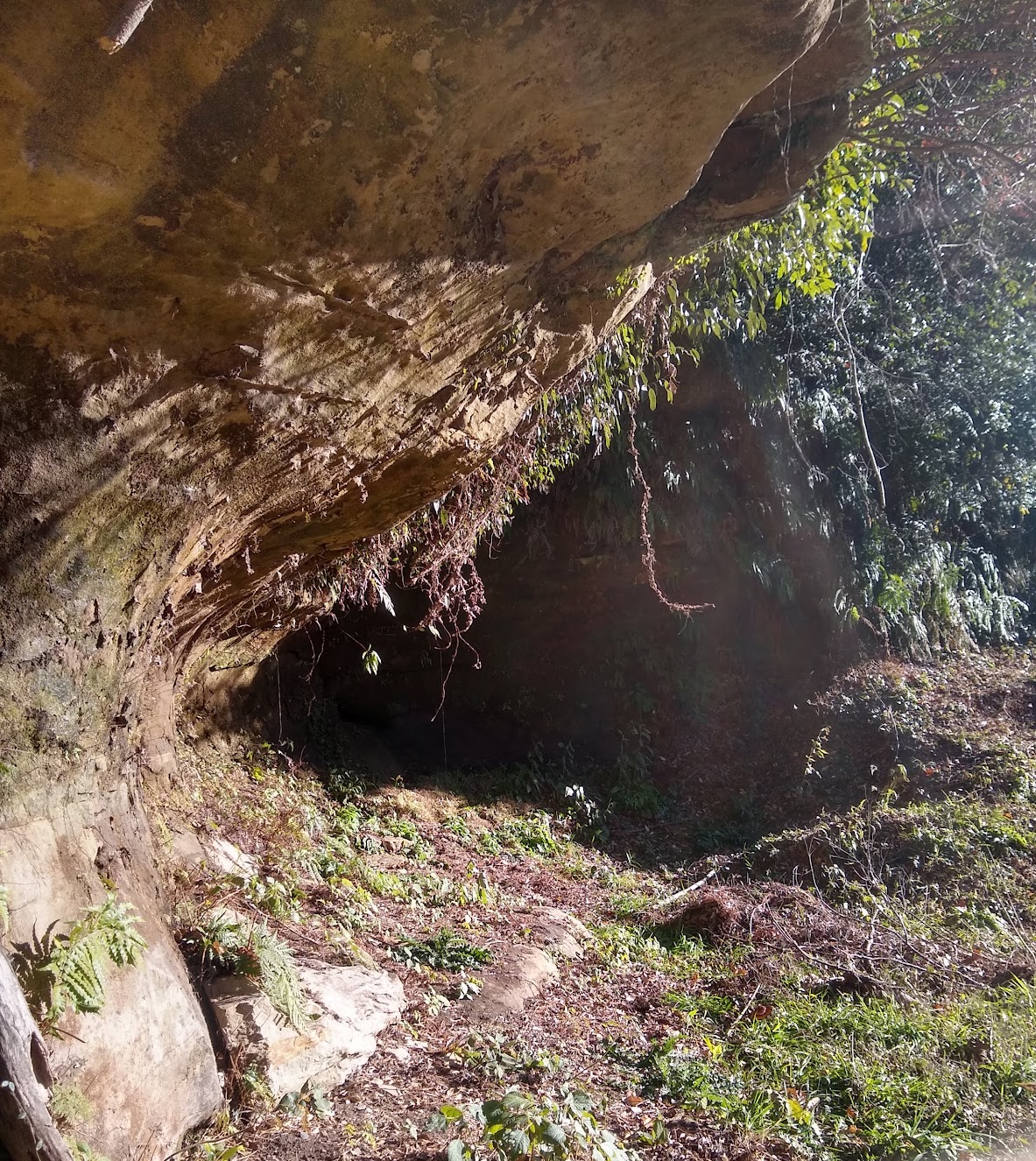
2023年1月
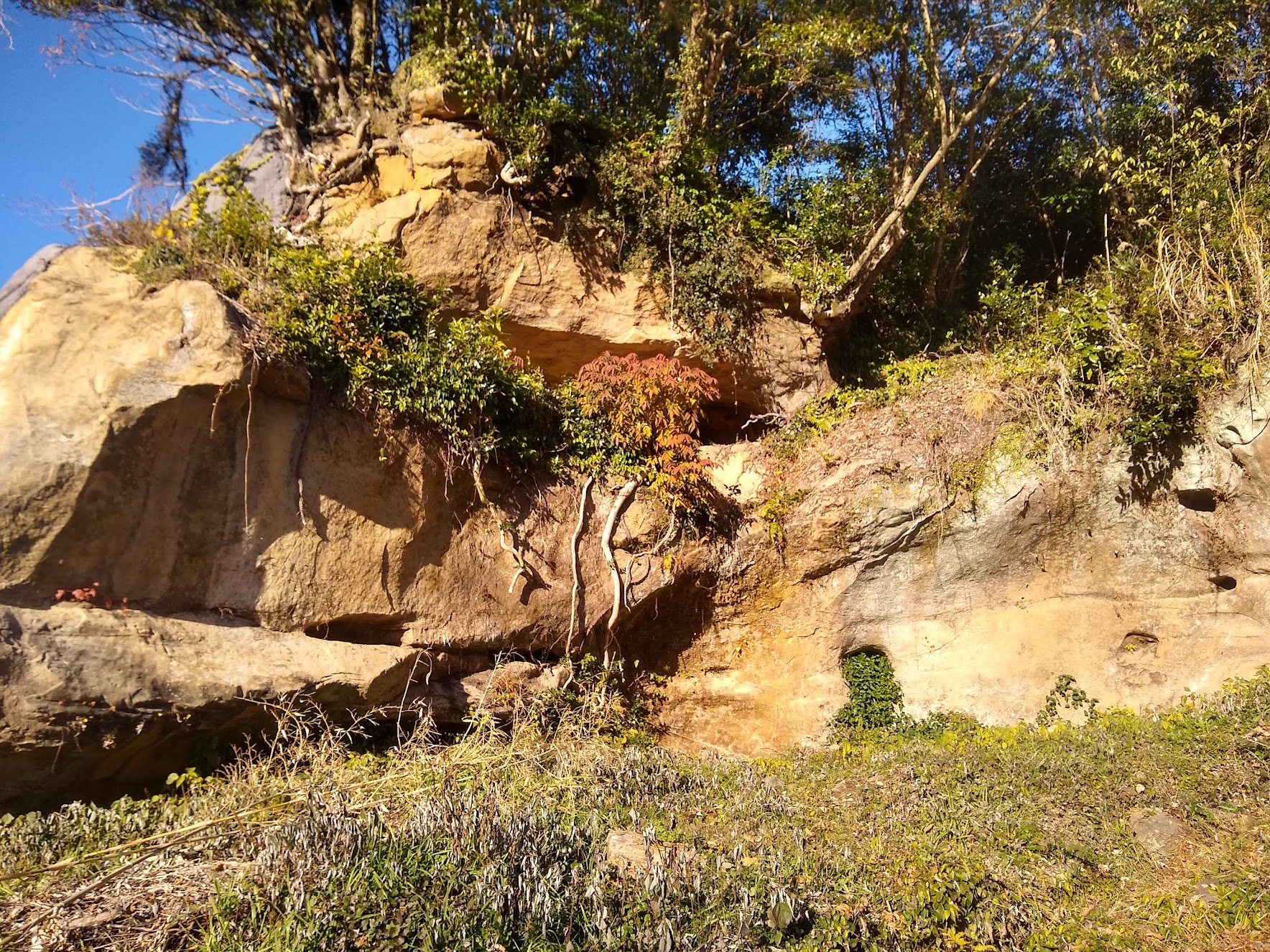
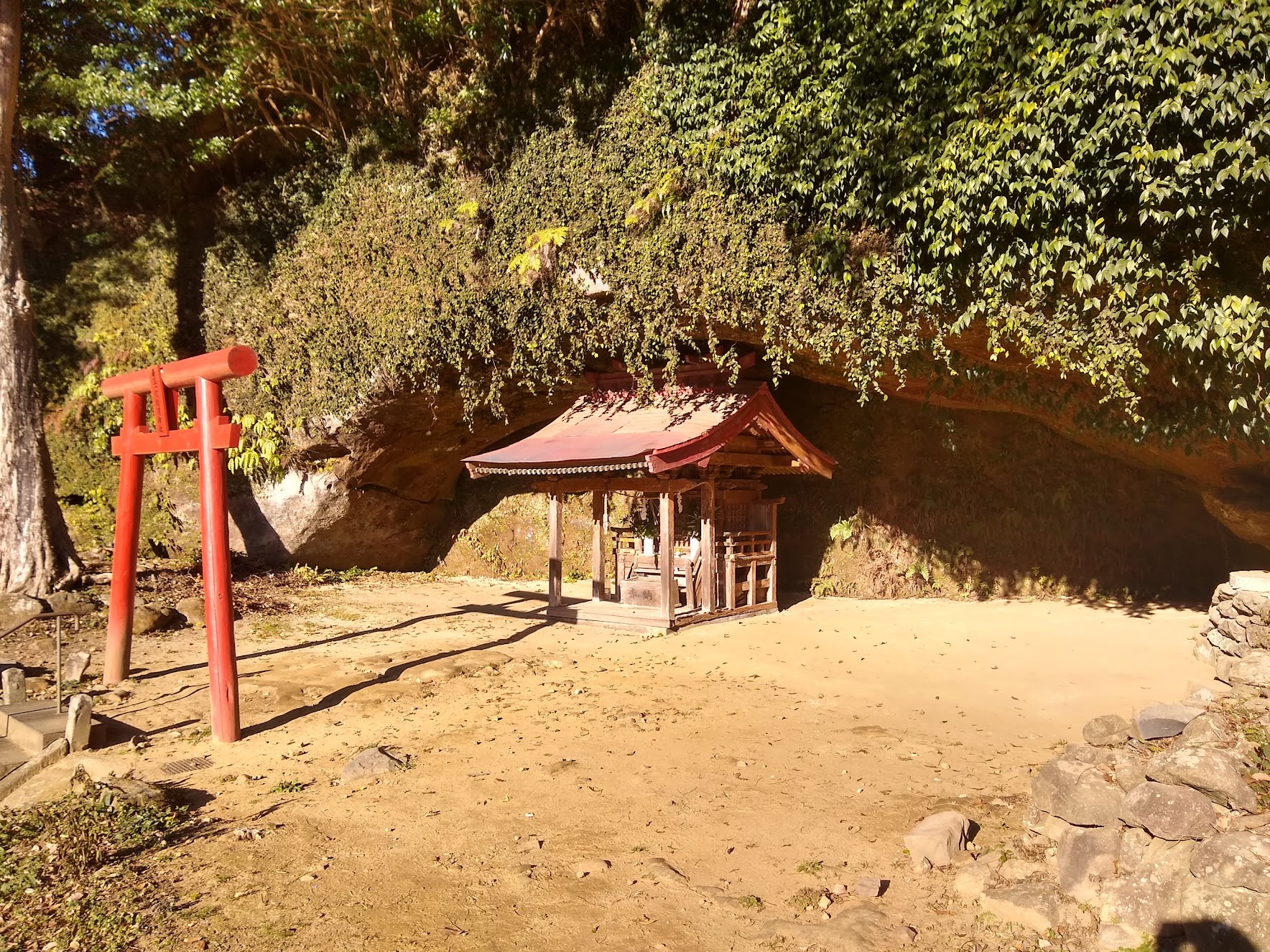

## 発掘の状況
7層の遺物包含層が確認されている。
1. 第1層：石鏃と押形文土器、縄文時代早期
2. 第2層：船底形の細石核と細石刃、爪形文土器
3. 第3層：船底形の細石核と細石刃、隆起線文土器（1960年代に炭素14年代測定法で12000～13000年前と測定された。）
4. 第4層：半円錐形の細石核と細石刃、片面調整円形石器、尖頭器（せんとうき）
5. 第7層：黒曜石の小石核と小石刃
6. 第9層：サヌカイトの石核と翼形剥片
7. 第15層（最下層）：他に出土例がなく用途は不明で九州最古のサヌカイト大型石器（槍先形両面調整石器〈biface〉、削器）と刃型剥片。C14年代測定法では、35,000年以上前と推定された。後年、南側の直谷岩陰[4]から4〜5万年前の石器が出土し、九州最古ではなくなっている。

これまで土器は縄文時代草創期が最古のものだった。福井第2-4層の土器は、日本で初めて発掘された旧石器時代の土器である。これを機に、土器製造の歴史を遡る調査研究が盛んになった。
また、第2-7層で多種多様な細石核が出土したことから、日本全土で旧石器時代末期に流行した細石器の製造法の変遷が確認された。福井の細石核を基準として、細石器の編年が可能となった。
第7層で初めて黒曜石の使用が始まり、サヌカイトの使用は急激に衰えるが、これは松浦市星鹿半島の牟田・伊万里市の腰岳・佐世保市の東浜と針尾島・川棚の大崎半島などの黒曜石産地の発見・交流の成果と見られている。

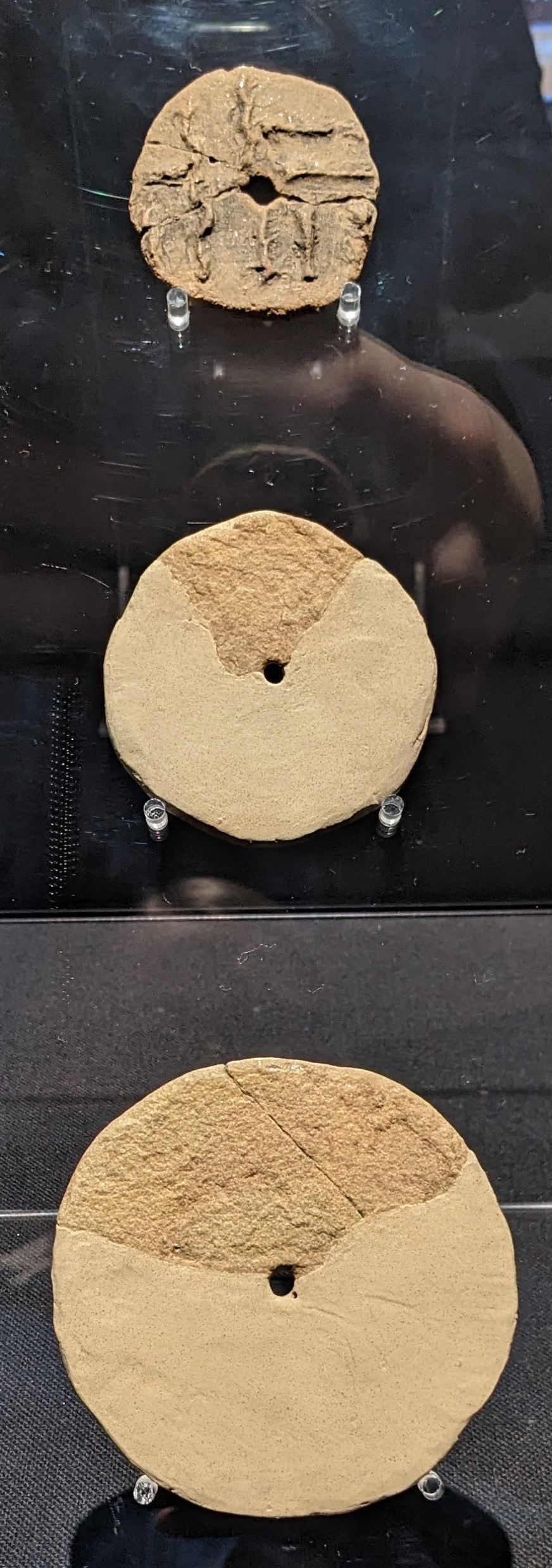
土製有孔円盤
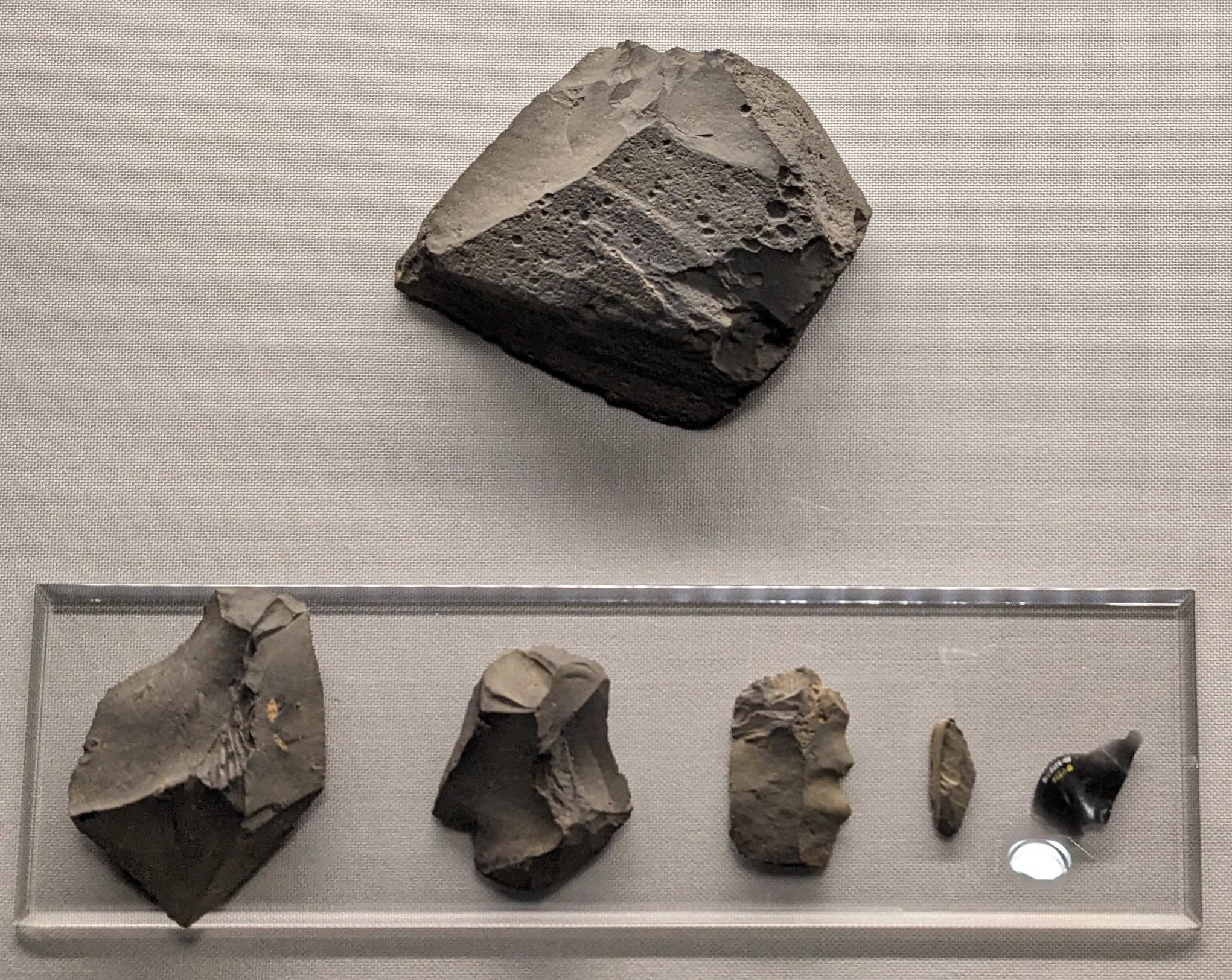
第14-15層
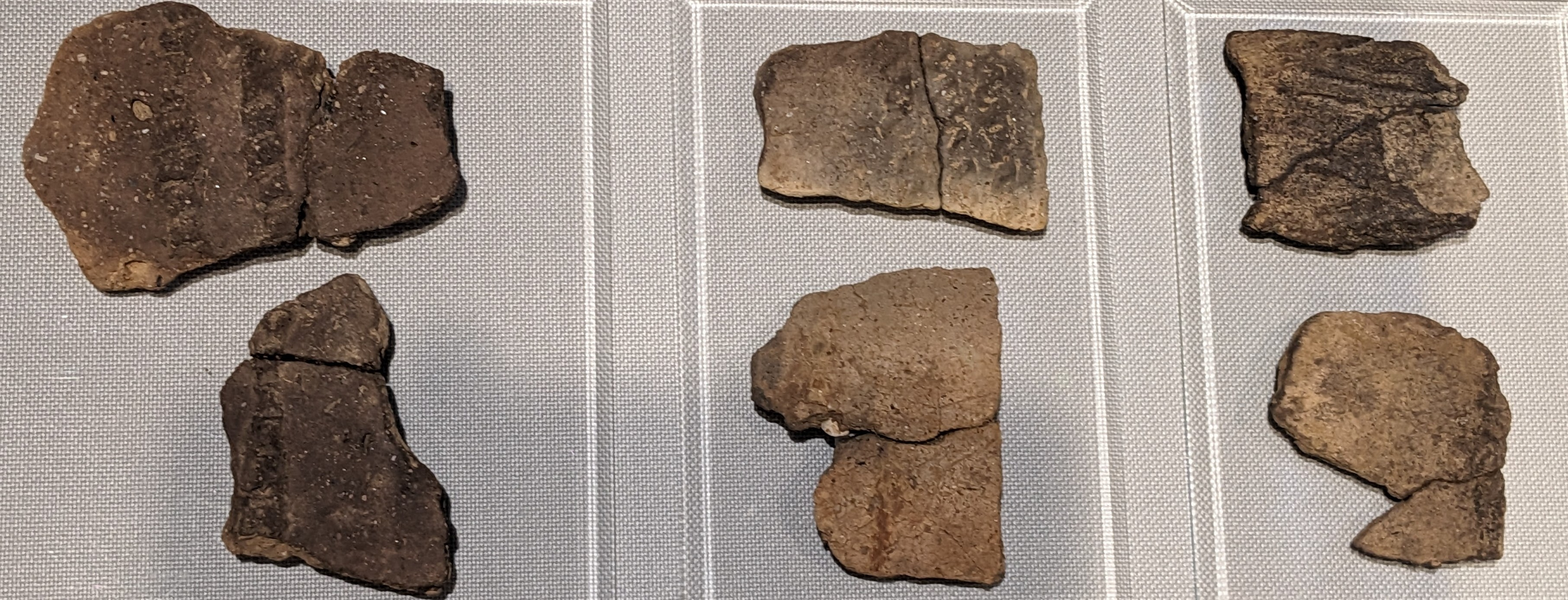
第2-3層
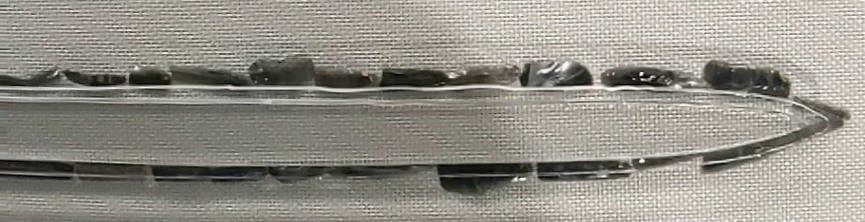
細石刃
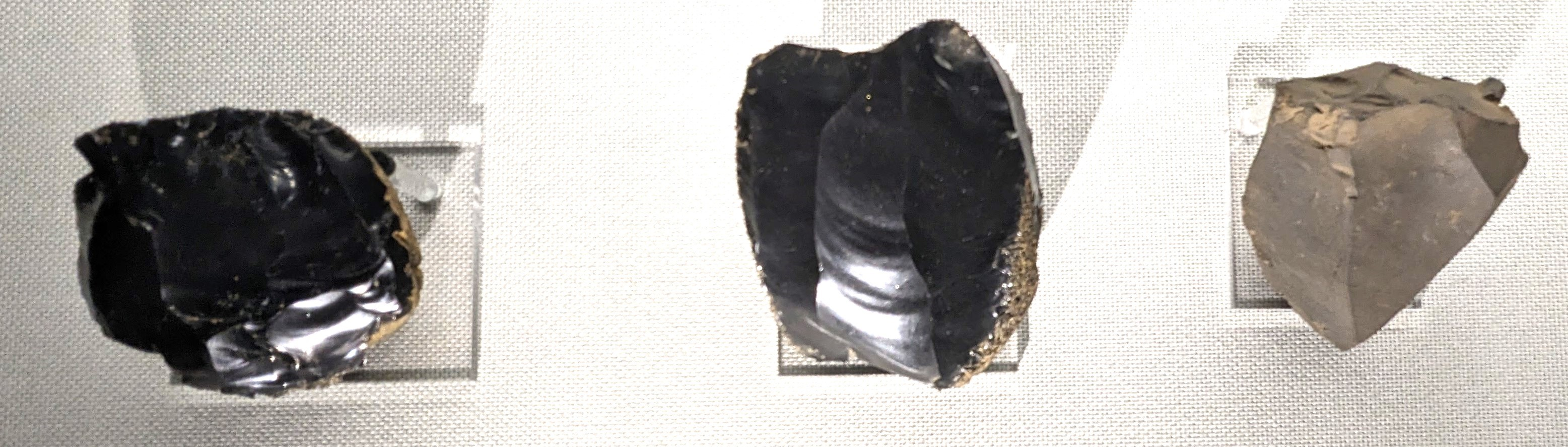
黒曜石

## 文化財

### 国の特別史跡
- 福井洞窟
1978年（昭和53年）8月2日、国の史跡に指定[5]。
2010年（平成22年）2月22日、史跡範囲の追加指定。
2024年（令和6年）10月11日、国の特別史跡に指定[6][7]。

### 重要文化財（国指定）

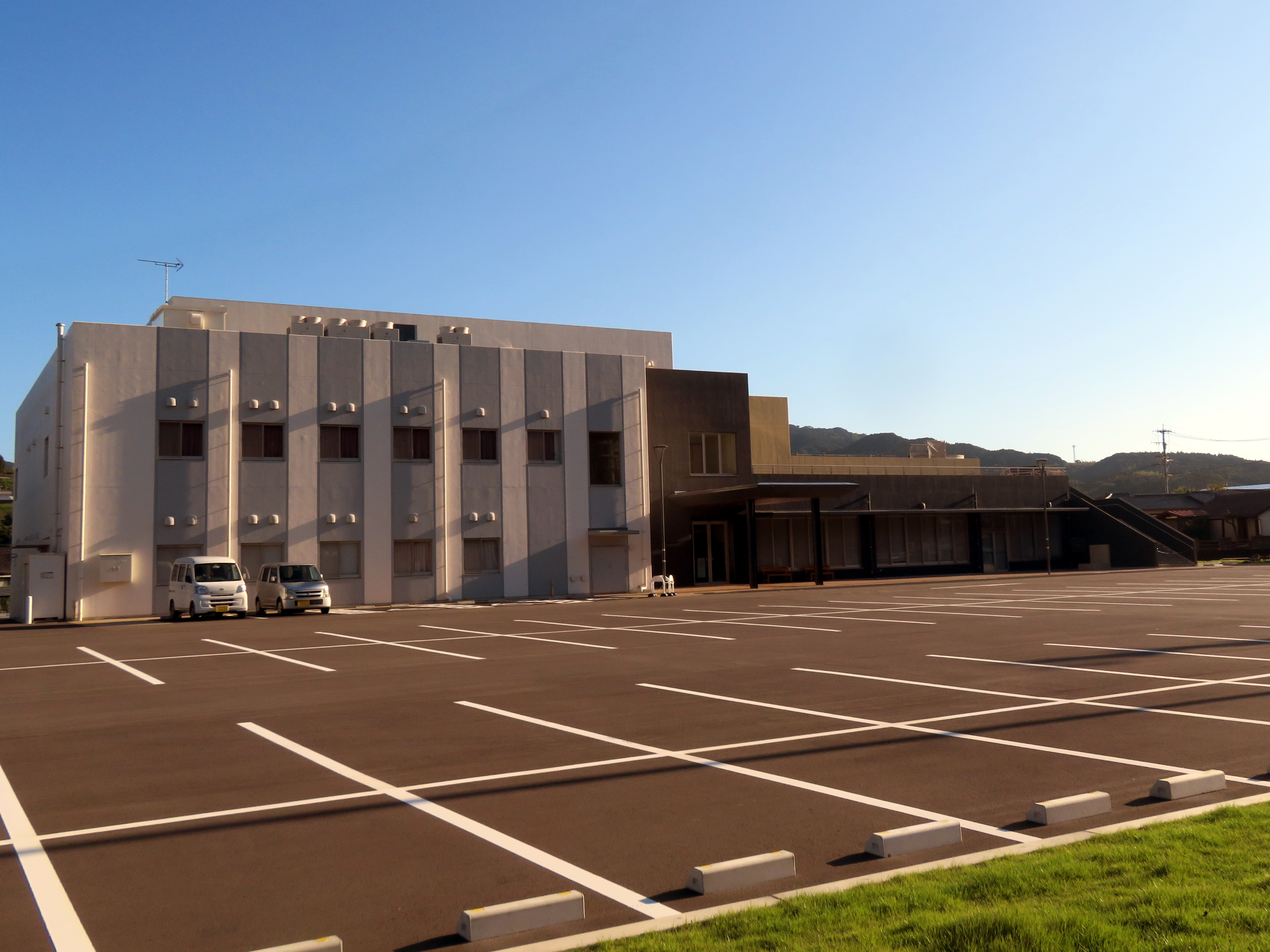
佐世保市役所吉井地区複合施設。福井洞窟ミュージアムを併設。

- 長崎県福井洞窟出土品（考古資料） - 内訳は以下。福井洞窟ミュージアム保管。2020年（令和2年）9月30日指定[8][9]。
  - 土器片 18点
  - 石器 269点
  - 附指定：剝片・削片・砕片 343点

## アクセス
- 西肥バス「下福井」バス停下車、徒歩3分
- 松浦鉄道西九州線吉井駅より車で7分

### 長崎県にある「国の特別史跡」
- 金田城跡（長崎県対馬市)
- 原の辻遺跡(長崎県壱岐市)

### 動画による紹介
- 文化庁　2023-03-14　【文化庁発】　遺跡から地域の魅力を発掘！「いせきへ行こう！」vol.26　そこに洞穴があるから〜長崎県佐世保市編～ - YouTube 32分19秒

- 佐世保市チャンネル　2022-03-17 福井洞窟ミュージアム開館記念講演会～発表～ - YouTube 　1時間59秒

- 佐世保市チャンネル 2021-06-25 楽しく学ぼう！福井洞窟ミュージアム - YouTube　4分47秒